# Пласиду-ди-Кастру

Пласиду-ди-Кастру на карте штата.

Пласиду-ди-Кастру (порт. Plácido de Castro) — муниципалитет в Бразилии, входит в штат Акри. Составная часть мезорегиона Вали-ду-Акри. Входит в экономико-статистический микрорегион Риу-Бранку. Население составляет 17 209 человек на 2010 год. Занимает площадь 1943,245 км². Плотность населения — 8,86 чел./км².

## Границы
Муниципалитет граничит:	
- на северо-западе — муниципалитет Сенадор-Гиомард
- на северо-востоке — муниципалитет Акреландия
- на юго-западе — муниципалитет Капишаба
- на юго-востоке — Боливия

## Демография
Согласно сведениям, собранным в ходе переписи 2010 г. Национальным институтом географии и статистики (IBGE), население муниципалитета составляет:
| Полное население                               | Полное население                               | Полное население                               | Полное население                               | 17 209 |
| ---------------------------------------------- | ---------------------------------------------- | ---------------------------------------------- | ---------------------------------------------- | ------ |
| в том числе:                                   | Городское население                            | 10 382                                         | Процент городского населения, %                | 60,33  |
|                                                | Сельское население                             | 6827                                           | Процент сельского населения, %                 | 39,67  |
|                                                | Мужское население                              | 8999                                           | Процент мужского населения, %                  | 52,59  |
|                                                | Женское население                              | 8210                                           | Процент женского населения, %                  | 47,71  |
| Плотность населения, чел/км²                   | Плотность населения, чел/км²                   | Плотность населения, чел/км²                   | Плотность населения, чел/км²                   | 8,86   |
| Население муниципалитета в % к населению штата | Население муниципалитета в % к населению штата | Население муниципалитета в % к населению штата | Население муниципалитета в % к населению штата | 2,35   |

По данным оценки 2015 года, население муниципалитета составляет 18 159 жителей.

## Административное деление
Муниципалитет состоит из 2 дистриктов (районов):
| № | Наименование дистрикта | Наименование дистрикта (порт.) | Территория, км² | Население, чел.(2010) | Население, чел.(2010) | Население, чел.(2010) | Плотность населения, чел./км² | Код дистрикта |
| № | Наименование дистрикта | Наименование дистрикта (порт.) | Территория, км² | всего                 | городское             | сельское              | Плотность населения, чел./км² | Код дистрикта |
| 1 | Пласиду-ди-Кастру      | Plácido de Castro              | 1940,575        | 15 200                | 8373                  | 6827                  | 7,83                          | 120038505     |
| 2 | Кампинас               | Campinas                       | 2,67            | 2009                  | 2009                  | -                     | 752,43                        | 120038510     |

## Важнейшие населенные пункты
| № | Населённый пункт  | Населённый пункт (порт.) | Категория | Население чел. (2010) | На карте                        |
| - | ----------------- | ------------------------ | --------- | --------------------- | ------------------------------- |
| 1 | Пласиду-ди-Кастру | Plácido de Castro        | город     | 8373                  | 10°19′25″ ю. ш. 67°10′59″ з. д. |
| 2 | Кампинас          | Campinas                 | город     | 2009                  | 10°04′05″ ю. ш. 67°17′43″ з. д. |

## Статистика
- Валовой внутренний продукт на 2005 год составляет 139 814 275 реалов (данные: Бразильский институт географии и статистики).
- Валовой внутренний продукт на душу населения на 2005 год составляет 8376,63 реалов (данные: Бразильский институт географии и статистики).
- Индекс развития человеческого потенциала на 2000 год составляет 0,683 (данные: Программа развития ООН).

## География
Климат местности: экваториальный.

## Спорт
В городе базируется одноименный футбольный клуб.